# Araneus margitae
Araneus margitae är en spindelart som först beskrevs av Embrik Strand 1917.  Araneus margitae ingår i släktet Araneus och familjen hjulspindlar.
Artens utbredningsområde är Madagaskar. Inga underarter finns listade i Catalogue of Life.